# Povilas Leimonas
Povilas Leimonas (ur. 16 listopada 1987 w Mariampolu) – litewski piłkarz występujący na pozycji środkowego obrońcy lub defensywnego pomocnika. Od 2016 jest piłkarzem klubu Sūduva Mariampol.

## Kariera klubowa
Leimonas jest wychowankiem Sūduvy Mariampol. W 2005 roku trafił do pierwszego zespołu. We wspomnianym klubie grał nieprzerwanie do 2013 roku, kiedy to przeszedł do Widzewa Łódź. Rok wcześniej przebywał już na testach w polskiej drużynie, ostatecznie jednak nie został wówczas zatrudniony.
23 czerwca 2014 roku Leimonas związał się z białostockim klubem Jagiellonią rocznym kontraktem z opcją przedłużenia o kolejny. 14 grudnia 2014 roku Jagiellonia za porozumieniem stron rozwiązała kontrakt z Leimonasem.
W styczniu 2014 roku podpisał umowę z pierwszoligowym GKS-m Katowice.

## Kariera reprezentacyjna
Leimonas zadebiutował w reprezentacji Litwy 7 czerwca 2011 roku w towarzyskim meczu przeciwko Norwegii. Do tej pory rozegrał w niej dwa spotkania (stan na 30 sierpnia 2013).
| Mecze i gole w reprezentacji | Mecze i gole w reprezentacji | Mecze i gole w reprezentacji | Mecze i gole w reprezentacji | Mecze i gole w reprezentacji | Mecze i gole w reprezentacji | Mecze i gole w reprezentacji |
| #                            | Data                         | Stadion                      | Rywal                        | Wynik                        | Gol                          | Rozgrywki                    |
| 2011                         | 2011                         | 2011                         | 2011                         | 2011                         | 2011                         | 2011                         |
| ---------------------------- | ---------------------------- | ---------------------------- | ---------------------------- | ---------------------------- | ---------------------------- | ---------------------------- |
| 1.                           | 07.06.2011                   | Oslo, Norwegia               | Norwegia                     | 0:1                          |                              | towarzyski                   |
| 2.                           | 10.08.2011                   | Kowno, Litwa                 | Armenia                      | 3:0                          |                              | towarzyski                   |

## Sukcesy
- Superpuchar Litwy (1): 2009
- Puchar Litwy (2): 2006, 2009